# هيروشي يوشيزاوا
هيروشي يوشيزاوا (باليابانية: 吉沢広司؛ بالكانا: よしざわ ひろじ) هو متزلج قفز ياباني، ولد في 5 مايو 1931 في أوتارو في اليابان، وتوفي في 7 أبريل 2013.

## وصلات خارجية
- هيروشي يوشيزاوا على موقع اللجنة الأولمبية الدولية (الإنجليزية)
- هيروشي يوشيزاوا على موقع أوليمبيديا (الإنجليزية)